# Silvio Heinevetter
Silvio Heinevetter (ur. 21 października 1984 w Bad Langensalza) – niemiecki piłkarz ręczny, reprezentant kraju. Występuje jako bramkarz.
W 2004 roku został wybrany najlepszym bramkarzem mistrzostw Europy juniorów, a następnie przeszedł z 1. SV Concordii Delitzsch do SC Magdeburg. W 2009 roku przeniósł się do Füchse Berlin.

## Sukcesy
- 2004: mistrzostwo Europy juniorów
- 2007: puchar EHF
- 2016: brązowy medal Igrzysk Olimpijskich w Rio de Janeiro

## Nagrody indywidualne
- 2004: najlepszy bramkarz mistrzostw Europy juniorów